# Fort Casimir

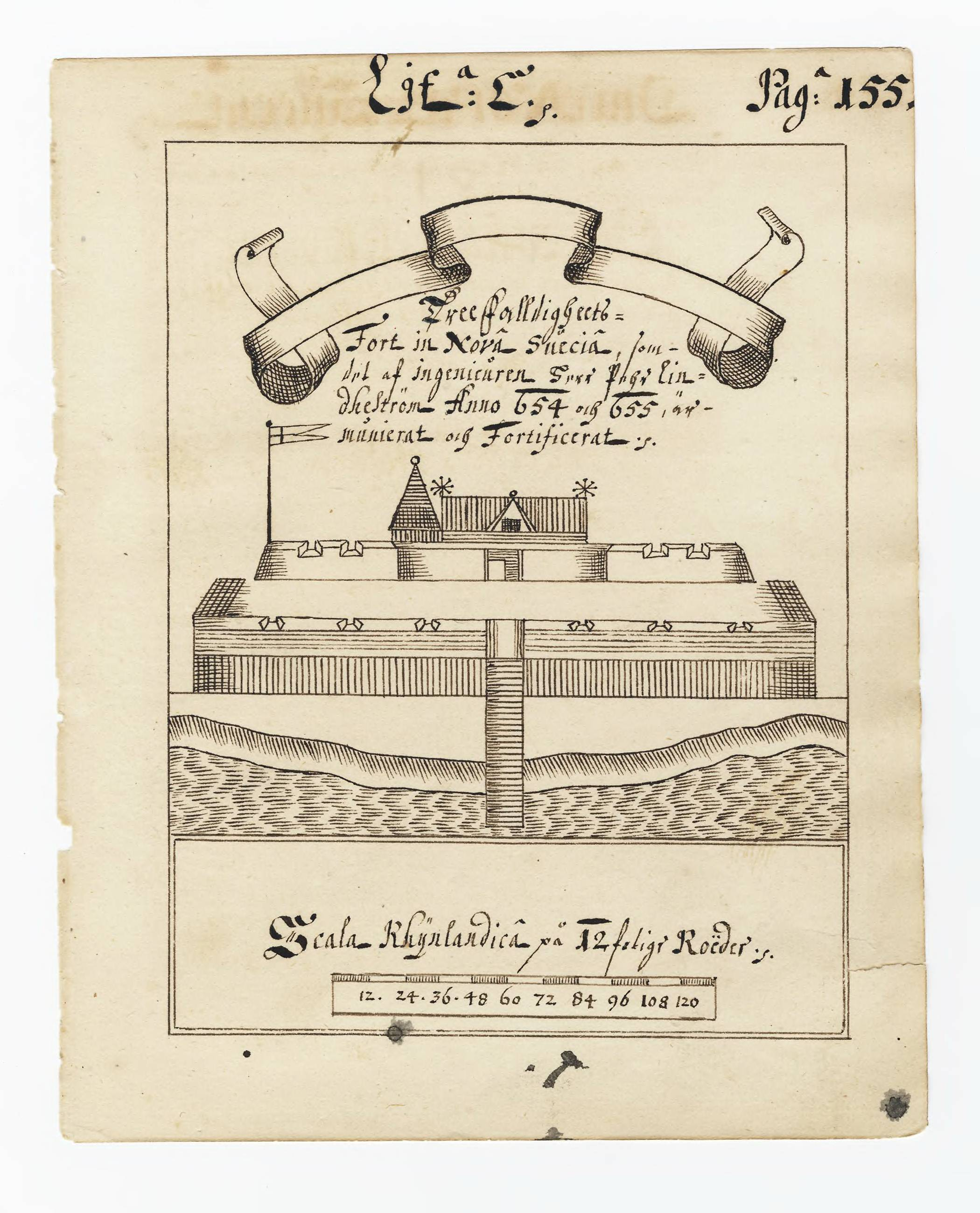
Fort Trefaldighet.

Lägeskarta under Nya Sverigetiden.

Fort Casimir (svenska: Fort Trefaldighet, engelska: Fort Casimir) var en holländsk bosättning i Nordamerika. Anläggningen grundades 1651 som del i Nya Nederländerna (Nieuw-Nederland) men tillhörde åren 1654-1655 den svenska kolonin Nya Sverige. Fortet låg i den nuvarande amerikanska delstaten Delaware.

## Geografi
Fort Casimir låg på västra stranden av Delawarefloden cirka 5 km söder om Fort Christina i dagens New Castle.
Idag är området utmärkt med minnesmärket "Historical Marker".

## Anläggningen
Från början bestod anläggningen endast av en försvarsanläggning (skans), senare utvidgades bebyggelsen och Fort Casimir syftar till hela området och alla dess byggnader.
Skansen uppfördes helt i trä i form av en fyrkant, idag återstår inget av fortets anläggningar.

## Historia
Skansen uppfördes våren 1651 vid Sand Hook av Holländska Västindiska Kompaniet under ledning Peter Stuyvesant till följd av den stigande spänningen mellan svenskar och holländare. Fortet skulle ersätta Fort Nassau och Fort Beversreede samt skära av Fort Christinas kontroll över Delawarefloden, anläggningen namngavs efter Ernst Casimir I av Huset Nassau.  Under samma period övergav svenskarna Fort Nya Elfsborg och Fort Nya Korsholm för att samla befolkningen kring Fort Christina och Fort Nya Göteborg.
Den svenska befolkningen minskade till följd av epidemier till endast 70 personer, under våren 1654 diskuteras ett samgående med holländarna. I maj anlände Johan Classon Rising med fartyget "Örnen" och ytterligare cirka 350 kolonisatörer, expeditionen ankrar den 20 maj först vid Fort Nya Elfsborg men fann det övergivet och fortsatte uppför floden. Den 21 maj ankrade fartyget vid Fort Casimir och Rising övertog fortet på Heliga Trefaldighets dagen utan strider. Därefter döptes anläggningen om till Fort Trefaldighet (även Trefaldighetsskansen) och Sven Skute utsägs till befälhavare. Den 21 juni hölls möte med de lokala indianfolken då man åter slöt vänskapsavtal.
I september 1655 invaderades hela Nya Sverige av holländarna med stöd av 7 krigsfartyg och 300 soldater och fortet återtogs den 11 september. Därefter blev fortet huvudorten i Södra Nya Nederländerna (Zuidt Nieuw-Nederland). Nya Sverige kapitulerar den 15 september i och med Fort Christinas fall men de flesta svenskarna stannar dock i området och svär holländarna trohet, endast Rising och ett fåtal svenskar väljer att återvända till Sverige. 1657 anländer ytterligare cirka 150 holländska kolonisatörer och bosättningen döptes om till Nya Amstel (Nieuw Amstel).
1664 erövrades Nya Nederländerna av engelsmännen, anläggningen växte därefter till staden New Castle. 1673 återtog holländarna området tills det slutligen hamnade under engelsk styre efter fördraget i Westminster 1674.
1932 uppsattes "Historical Marker" skylten av Historic Markers Commission.
1986 genomfördes mindre utgrävningar i området.